# Montlouis
Montlouis é uma comuna francesa na região administrativa do Centro, no departamento Cher. Estende-se por uma área de 18,5 km². Em 2010 a comuna tinha 111 habitantes (densidade: 6 hab./km²).